# باول إس. غودمان
باول إس. غودمان (بالإنجليزية: Paul S. Goodman)‏ هو عالم نفس أمريكي، ولد في 1937، وتوفي في 2012.